# Party Rockets GT
Party Rockets GT（パーティーロケッツ ジーティー）は、かつて存在した日本の女性アイドルグループである。レーベルはユニバーサルミュージック内アイドル専門レーベルのROCKET BEATS。同レーベルからのリリース第一弾アイドルである。

## 略歴・概要
2012年6月、ステップワンに所属する仙台産エンタメガールズユニット「B♭」（ビィフラット）のメンバーから選抜された7名（渡邉・吉木・菊地・金野・佐藤・辻村・藤田）で、「B♭の持つロックなティストを進化させたガールズユニット」として「Party Rockets」が結成された。結成当初からのメンバーの活動休止・一時離脱などを経て、同年8月15日に6名でavex traxレーベルよりシングル「初恋ロケット」でメジャーデビュー。その後もメンバーの卒業が相次ぐ中、エリック・マーティンから楽曲提供を受け、翌2013年2月ユニバーサルミュージックのROCKET BEATSレーベルに移籍して2ndシングル「MIRAIE」をリリースし、オリコン週間ランキング28位を記録した。同年8月にリリースした3rdシングル「セツナソラ」では32位と後退、リーダーの渡邉幸愛が卒業するという逆境の中、2014年には@JAM総合プロデュースを務める橋元恵一をプロデューサーに迎え、4thシングル「Let's Go!!」では15位を記録し、自己ベストを更新した。
2013年2月に定期ライブをスタートしたほか、ラジオのアシスタントMCやパーソナリティを務め、生バンドライブを行うなど活動の幅に広がりを見せた。目標は「ドームツアー」であることを掲げ、2015年3月には乙女新党とのコラボレーションによるユニット「乙女Rockets」で初のスプリットツアーを仙台・名古屋・大阪・東京の4会場で開催している。
2015年1月、ステップワンからあるあるCityの子会社・あるあるCityエンターテイメントへの移籍が発表され、同年4月、活動拠点を東京に移した。同年7月には藤田あかりが卒業し、2名となったParty Rocketsのマネージメントは一旦所属レーベルのROCKET BEATSに預かりとなり、新メンバーを募集することが発表された。
2015年10月、新メンバー4人を発表、10月12日に渋谷WWWにて開催した『Party Rockets ワンマンライブ〜REVOLUTION〜』で、「Party Rockets GT」に改名することを発表し、6人体制での活動を開始したが、同年12月9日付でARISAが体調不良による持病の悪化を理由にParty Rockets GTの活動と芸能活動からの卒業を発表。
2017年、アイドルイベント『アイドル甲子園』を主催するエイトワンが運営を担当。一方で、2015年に加入した3人については、加入前から所属していたスパイス（ファンプレイス・スパイス事業部）に引き続き所属している。
2017年12月17日にZepp DiverCityにて開催した『Party Rockets GT ONEMAN LIVE〜Future〜』をもってFUMIKAとHIMEKAが卒業し、2017年12月27日に渋谷にて開催した『Party Rockets GT LIVE〜beginning〜』より、SAEとARISAを加えた新たな5人体制での活動を開始した。
2019年8月19日に現体制での活動終了が報告された。全員より活動終了を希望する申し出があり、協議を重ねた結果その旨を受理した。
現体制最終公演は2020年2月24日に行なわれた。現体制終了後、HARUKAは吉木悠佳として単独活動を続け、NANASEとAYUMIは学業、就職活動に専念、SAEは2021年より3人組ガールズユニット「夢∞NITY」のメンバーとなっている。

## ユニット名
ユニット名の由来は「ロックのパーティのような楽しさと、ティーンズの大きな夢を乗せてより上に飛びだしていこう！」というユニットのコンセプトから。「ロックなロケット」と表現される場合もある。また、グループ名の「ロケット」を支えるということから、ファンは「燃料」と呼ばれる場合もある。

## メンバー

### 解散時のメンバー
| 名前   | 名前                     | 生年月日（年齢）      | 出身地 | 備考                                     |
| ------ | ------------------------ | --------------------- | ------ | ---------------------------------------- |
| HARUKA | 吉木悠佳 よしき はるか   | 1998年7月1日（26歳）  | 宮城県 | オリジナルメンバー、リーダー カラー：赤  |
| AYUMI  | 堀尾歩未 ほりお あゆみ   | 2000年3月5日（25歳）  | 大阪府 | 2015年10月加入 元Whoop!e whoop!eメンバー |
| NANASE | 守永七彩 もりなが ななせ | 1998年5月12日（26歳） | 埼玉県 | 2015年10月加入 元Whoop!e whoop!eリーダー |
| SAE    | 髙乃彩愛 たかの さえ     | 1998年3月5日（27歳）  | 千葉県 | 2017年12月27日加入 現 夢∞NITY            |

### 旧メンバー
| 名前                     | 愛称         | 生年月日（年齢）       | 卒業・脱退 | 備考 |
| ------------------------ | ------------ | ---------------------- | ---------- | --- |
| 辻村愛璃 つじむら あいり | アイリ       | 1999年2月13日（26歳）  | 2012年10月 | 元メインボーカル 2013年6月15日、ダンスボーカルユニットAither（アイテール）での活動開始を発表した。                                         |
| 佐藤陽誉吏 さとう ひより | ひよりん     | 1999年10月31日（25歳） | 2012年11月 | 学業専念の為、ステップワンとParty Rocketsの活動を卒業。                                                                                    |
| 金野優花 こんの ゆうか   | ユーカッチ   | 1998年5月15日（26歳）  | 2012年12月 | 元メインボーカル 2013年6月15日、ダンスボーカルユニットAither（アイテール）での活動開始を発表した。                                         |
| 渡邉幸愛 わたなべ こうめ | コウメちゃん | 1998年3月17日（26歳）  | 2013年12月 | 初代リーダー・元メインボーカル 2014年2月23日、SUPER☆GiRLSに加入することが発表された。                                                      |
| 藤田あかり ふじた あかり | あかりん     | 1999年6月24日（25歳）  | 2015年7月  | 2015年2月7日より4月5日までGALETTeの期間限定サポートメンバー、同年8月9日、GALETTeへ正式加入。 カラー：黄                                    |
| ARISA ありさ             | ARISA        | 2000年3月6日（25歳）   | 2015年12月 | 2015年10月加入、同年12月9日、体調不良による持病の悪化を理由に卒業。                                                                        |
| 菊地史夏 きくち ふみか   | FUMIKA       | 1999年7月20日（25歳）  | 2017年12月 | オリジナルメンバー グループ卒業に伴い、進学のため芸能活動から引退。 カラー：青                                                             |
| 新谷姫加 あらや ひめか   | HIMEKA       | 1998年5月30日（26歳）  | 2017年12月 | 2015年10月加入 ミスiD2017 |
| 谷野有沙 たにの ありさ   | ARISA        | 2001年1月15日（24歳）  | 2018年10月 | 2017年12月27日加入 体調不良のため長期休養を経て脱退。 元ふわふわ（原宿駅前パーティーズ）メンバー、AKB48グループ第2回ドラフト会議最終候補。 |

## 来歴
2012年
- 6月6日、所属事務所のステップワンよりParty Rocketsを結成することが発表されたが、程なく体調の問題との理由でメインボーカルの辻村愛璃の活動休止が発表された。
- 6月26日、公式サイト・公式メンバーブログが開設された。
- 7月、複数のメディアで8月15日にavex traxよりデビューシングル「初恋ロケット」がリリースされる事が報じられた[44]。
- 7月1日、新木場スタジオコーストで開催された「アイドル横丁夏祭り!!〜2012〜」の横丁一番地ステージにおいて初ライブを行った。
- 8月15日、メジャーデビューシングル「初恋ロケット」リリース。
- 10月14日、渋谷WWWで開催されたワンマンライブのステージに活動を休止していた辻村愛璃が復帰するも[45]B♭時代の2曲の披露にとどまり、再び健康上の理由での活動休止となった。
- 10月26日、スタッフブログが開設、公式サイトや先輩ユニットであるDorothy Little Happyのニュースブログで発表されていたイベント告知はスタッフブログに集約されるようになった。
- 11月4日、学業専念の為との理由でメンバー佐藤陽誉吏の卒業が発表された[46]。
- 12月15日、代官山UNITで開催された「ステップワンニューピース」にて、セカンドシングル「MIRAIE」が2013年2月27日にユニバーサルよりリリースされること、エリック・マーティンが楽曲を提供したことが発表された[4][47]。
- 12月28日、体調の問題との理由でメンバー金野優花の卒業が発表された[48]。

2013年
- 2月3日、Facebookに参加。
- 2月18日、Akasaka Fantasista vol.28 Party Rockets edition!!にて、定期ライブを開始。
- 2月27日、2ndシングル「MIRAIE」リリース。
- 5月26日、ホップ!ステップ!アイパラ!〜生バンドもあるモン〜 Vol.1にて、初の生バンドライブ。
- 8月21日、3rdシングル「セツナソラ」リリース。
- 11月27日、公式ブログにて、リーダーの渡邉幸愛が12月15日に卒業することが発表された[49]。
- 11月30日、Happy Jam in Osaka vol.9にて、大阪初ライブ。
- 12月15日、Party Rockets 定期Live vol.13@渋谷WWWにて、リーダー渡邉幸愛が卒業。
- 12月25日、Party Rockets クリスマスライブにて、吉木悠佳が新リーダーに就任。2014年3月下旬にCDリリースと初のツアーを予定していることが発表された。

2014年
- 1月12日、ジモドルフェスタ2014 WINTERのキャンペーンにて、ローソン仙台太子堂店の1日店長に挑戦。
- 2月24日、@JAM総合プロデューサーの橋元恵一が、Party Rocketsのプロデューサーに就任[50]。
- 4月9日、4thシングル「Let's Go!!」リリース。
- 6月30日、ドロシーリトルハッピーのジャンプ!留守はまかせてパーティーロケッツSPにて、初の単独ラジオパーソナリティを務めた。
- 7月5日、名古屋発！アイドル応援番組「ビリカム」公開収録にて、名古屋初ライブ。
- 8月27日、5thシングル「KASABUTA」リリース。
- 9月14日、イナズマロック フェスに初出演、滋賀県初ライブ。
- 12月17日、1stアルバム『TRIANGLE』リリース。

2015年
- 1月17日、有限会社ステップワンから株式会社あるあるCityエンターテイメントに移籍することが発表された[10]。
- 2月2日、藤田あかりが期間限定サポートメンバーとしてGALETTeに加入することが発表された[51]。
- 3月8日 - 28日、グループ史上初となるスプリットツアーを開催（4都市8公演）[52]。
- 4月22日、初のライブDVD『Party Rocketsワンマンライブ〜FULL THROTTLE〜』リリース。
- 7月16日、藤田あかりが卒業、Party RocketsのマネージメントがROCKET BEATSに一時移管、新メンバー募集開始。
- 10月8日、新メンバーの4人が発表される[14]
- 10月12日、渋谷WWWにて開催したワンマンライブで、6人での新体制を初披露、グループ名を「Party Rockets GT」に改名することを発表。
- 12月9日、ARISAが体調不良を理由に卒業、5人体制となる。

2017年
- 5月6日、武道館アイドル博2017（日本武道館）に出演[53]。
- 12月17日、FUMIKAとHIMEKAが卒業。

2018年
- 10月9日、ARISAが体調不良により脱退。HARUKA、AYUMI、NANASE、SAEの4人体制となる[42]。

2019年
- 8月19日、2020年2月をもって現体制での活動終了を発表[21]。

2020年
- 2月24日、白金高輪・SELENE b2で行われた『Party Rockets GT Last Tour -Finally-』をもって解散。結成発表から通算2820日の活動であった。

## 作品
順位は、オリコン週間ランキング最高位

### シングル
| #  | 発売日         | タイトル            | 規格品番                      | 順位 |
| -- | -------------- | ------------------- | ----------------------------- | ---- |
| 1  | 2012年8月15日  | 初恋ロケット        | AVCD-48521 AVCD-48522         | 73位 |
| 2  | 2013年2月27日  | MIRAIE              | POCS-9025 POCS-9026 POCS-1076 | 28位 |
| 3  | 2013年8月21日  | セツナソラ          | POCS-1095 POCS-1096 POCS-1097 | 32位 |
| 4  | 2014年4月9日   | Let's Go!!          | POCS-1131 POCS-1132 POCS-1133 | 15位 |
| 5  | 2014年8月27日  | KASABUTA            | POCS-1170 POCS-1171 POCS-1172 | 52位 |
| 6  | 2016年2月24日  | 虹色ジェット        | POCS-1403 POCS-1404           | 36位 |
| 7  | 2016年7月20日  | 真夏のマジ☆ロケット | POCS-1475 POCS-1476 POCS-1477 | 20位 |
| 8  | 2017年5月17日  | START!!             | POCS-1565 POCS-1566 POCS-1567 | 13位 |
| 9  | 2018年3月14日  | NON STOP ROCK       | POCS-1674                     | 44位 |
| 10 | 2018年12月11日 | 闇夜に燈            | POCS-1754                     | 46位 |

### アルバム
1. TRIANGLE（2014年12月17日、POCS-1300、141位）
2. Time of your life（2017年1月11日、POCS-1535、40位）

### 映像作品
- Party Rocketsワンマンライブ〜FULL THROTTLE〜（2015年4月22日、ENTU-011） - ライブDVD

### タイアップ
| タイトル   | タイアップ                                                 | 収録作品       |
| ---------- | ---------------------------------------------------------- | -------------- |
| セツナソラ | テレビ岩手『ねだらX』2013年9月度オープニングテーマ         | 「セツナソラ」 |
| Let's Go!! | TBCテレビ『One Switch Cafe』2014年4月度エンディングテーマ  | 「Let's Go!!」 |
| START!!    | TBS系列『アッコにおまかせ！』2017年5月度エンディングテーマ | 「START!!」    |

### 未音源化楽曲
2015年9月現在、オリジナル楽曲で音源化されていないものは下記のとおり。
- ママには言えない（初出：2012年7月14日）[54][24]
- オリオンの帯（2014年8月）[55]

### 参加作品
- 東京女子カフェ #1 a-bossa（2012年8月22日、AVCD-38530） - 参加曲：夢見る少女じゃいられない （渡邉幸愛）[56]
- Grooving Party（2015年3月25日、YRCS-95035〜38） - GALETTe名義（藤田あかり）[51]

## ライブ

### 主催ライブ
| 公演日                                                                              | 公演名                                                              | 会場                                         | 備考                                                 |
| ----------------------------------------------------------------------------------- | ------------------------------------------------------------------- | -------------------------------------------- | ---------------------------------------------------- |
| 2012年10月14日                                                                      | Party Rockets 東京ワンマン LIVE                                     | 渋谷 WWW                                     | 2公演                                                |
| 2013年2月18日                                                                       | Akasaka Fantasista vol.28 Party Rockets edition!!                   | 赤坂元気劇場                                 |                                                      |
| 2013年3月4日                                                                        | Akasaka Fantasista vol.29 Party Rockets edition!!                   | 赤坂元気劇場                                 |                                                      |
| 2013年4月22日                                                                       | Akasaka Fantasista 〜Party Rockets edition vol.3!!〜                | 赤坂元気劇場                                 |                                                      |
| 2013年5月19日                                                                       | Akasaka Fantasista 〜Party Rockets edition vol.4!!〜                | 赤坂元気劇場                                 | 2公演                                                |
| 2013年6月22日                                                                       | Party Rockets 定期ライブ vol.5 supported by Top Yell                | SHIBUYA DESEO                                |                                                      |
| 2013年7月26日                                                                       | Party Rockets 定期ライブ vol.6                                      | Shibuya O-nest                               |                                                      |
| 2013年8月31日                                                                       | Party Rockets 定期LIVE vol.7 「Party Rockets 1st anniversary live」 | Shibuya O-nest                               |                                                      |
| 2013年9月29日                                                                       | Party Rockets 定期ライブ vol.8                                      | 仙台 MACANA                                  |                                                      |
| 2013年10月26日                                                                      | Party Rockets 定期ライブ vol.9                                      | Shibuya O-nest                               |                                                      |
| 2013年11月17日                                                                      | Party Rockets 定期Live vol.10(仙台定期ライブ)                       | 仙台 MACANA                                  |                                                      |
| 2013年11月24日                                                                      | Party Rockets 定期ライブ vol.11                                     | Shibuya O-nest                               |                                                      |
| 2013年12月8日                                                                       | Party Rockets 定期Live vol.12                                       | 仙台 MACANA                                  |                                                      |
| 2013年12月15日                                                                      | Party Rockets 定期Live vol.13                                       | 渋谷 WWW                                     | 2公演                                                |
| 2013年12月25日                                                                      | Party Rockets クリスマスライブ                                      | TSUTAYA O-nest                               |                                                      |
| 2014年2月22日                                                                       | Party Rockets 定期ライブ vol.14                                     | TSUTAYA O-nest                               |                                                      |
| 2014年3月23日                                                                       | Party Rockets 定期ライブ vol.15                                     | 渋谷VUENOS                                   |                                                      |
| 2014年4月29日                                                                       | Party Rockets 定期ライブ vol.16                                     | TSUTAYA O-nest                               |                                                      |
| 2014年5月25日                                                                       | Party Rockets 定期ライブ vol.17                                     | TSUTAYA O-nest                               |                                                      |
| 2014年6月29日                                                                       | Party Rockets 定期ライブ vol.18                                     | TSUTAYA O-nest                               |                                                      |
| 2014年7月7日 - 9月29日                                                              | Party Rockets 月曜定期公演「パティロケのRockin' Monday!」           | AKIBAカルチャーズ劇場                        | 毎週月曜、 Vol.1 - 11                                |
| 2014年7月21日                                                                       | Party Rockets 定期ライブ vol.19                                     | 仙台 MACANA                                  |                                                      |
| 2014年8月9日                                                                        | Party Rockets ワンマンライブ 〜スタートライン〜                     | 渋谷 WWW                                     | 2公演                                                |
| 2014年9月21日                                                                       | Party Rockets 定期ライブ vol.20                                     | 仙台 MACANA                                  |                                                      |
| 2014年10月18日                                                                      | Party Rockets 定期ライブ vol.21                                     | 仙台 MACANA                                  |                                                      |
| 2014年11月3日                                                                       | PartyRockets定期公演「パティロケのRockin' Monday!」（仮）           | AKIBAカルチャーズ劇場                        |                                                      |
| 2014年11月15日                                                                      | Party Rocketsワンマンライブ〜FULL THROTTLE〜 supported by 生メール  | 新宿BLAZE                                    | 生バンドあり                                         |
| 2014年12月6日 2015年1月17日 2015年2月21日 2015年3月21日 2015年4月18日 2015年5月16日 | PartyRockets定期公演「パティロケのRockin' Saturday!」               | AKIBAカルチャーズ劇場                        | 毎月第3土曜日（初回除く）                            |
| 2014年12月20日 2014年12月27日                                                       | パティロケのファン感謝祭LIVE                                        | 仙台 MACANA 原宿アストロホール               | 各日2公演                                            |
| 2015年1月16日 2015年1月21日 2015年1月30日                                           | パティロケのTRIANGLEパーティー〜冬の実力診断テスト〜                | shibuya eggman                               | 妄想キャリブレーション、ゆるめるモ！、プラニメと共演 |
| 2015年2月14日                                                                       | 仙台定期Live バレンタインデースペシャル                             | 仙台 MACANA                                  |                                                      |
| 2015年3月8日 2015年3月14日 2015年3月15日 2015年3月28日                              | 乙女Rockets スプリットツアー2015 SPRING                             | 仙台 MACANA 大須RADHALL OSAKA MUSE 新宿BLAZE | 各日2公演                                            |
| 2015年10月12日                                                                      | Party Rockets ワンマンライブ 〜REVOLUTION〜                         | 渋谷 WWW                                     |                                                      |

## 出演

### テレビ
- サンドの新春!初売TV2014（2014年1月1日、TBCテレビ）
- 見たい！知りたい！行ってみTHAI! 仙台-タイ 経済ゼミナール（2014年2月22日、仙台放送）
- スッキリ!! エンタメまるごとクイズッス（2015年3月2日、日本テレビ系列）

### ラジオ
- 沸点ギリギリ!あっつあつ☆らじお（2014年4月4日、TBCラジオ）
- ドロシーリトルハッピーのジャンプ!留守はまかせてパーティーロケッツSP（2014年6月30日、TBCラジオ）

### ネット配信
- USTREAM: パティロケ・チャンネル 定期ライブ配信のほか、バーベキュー、グッズ製作、ライブ告知、忘年会などの様子が不定期に配信されている。
- AmebaStudio プレミアム放送（2012年11月17日・2013年8月16日）
- 下北FM 88.8MHz（2013年5月2日・2014年4月10日・2014年8月28日、ニコニコ生放送）
- アキバで逢いまShowroom Vol.10〜さんみゅ〜＆PartyRockets〜（2014年3月11日、AKIBAカルチャーズ劇場）
- パティロケのRockin' Showroom - ウェイバックマシン（2014年4月29日アーカイブ分）（2015年9月1日 - 、毎月奇数週火曜日レギュラー、DeNA・SHOWROOM）
  - 2014年5月14日 - 2015年3月11日、毎週水曜日レギュラー
  - 2015年8月4日 - 2015年8月25日、毎週火曜日レギュラー
- @JAM応援宣言！『萌えろ@エンジェルちゃん』 第5回放送ゲスト（2014年8月25日、DeNA・SHOWROOM）[63]
- @JAM応援宣言！『@JAM THE WORLD』（DeNA・SHOWROOM）
  - 第2回放送ゲスト（2014年11月3日）[64]
  - 第18回放送ゲスト（2015年3月2日） ※乙女Rocketsとして吉木悠佳が出演
  - 第39回放送ゲスト（2015年8月3日）
  - 第42回放送ゲスト（2015年8月24日） ※菊地史夏のみ
- 目黒FMチャンネル『安田大サーカス・クロちゃんのIDOL ST@TION』（2015年9月3日、ニコニコ生放送）

### イベント
2012年
- アイドル横丁夏祭り!!〜2012〜（7月1日、新木場STUDIO COAST）
- Party Rockets&B♭ LIVE action 2012〜Party Rockets 誕生ライブ!!〜（7月14日、SHIBUYA BOXX）[65]
- Party Rockets&B♭ LIVE action 2012〜Party Rockets 誕生ライブ追加公演!!〜（7月15日、原宿アストロホール）[65]
- Party Rocketsステージイベント（7月21日、フルルガーデン八千代）
- TBC夏まつり'12（7月22日、宮城 勾当台公園 市民広場）
- HMV アイドル学園presents 日本縦断アイドル乱舞2012（8月2日、仙台 darwin）
- TOKYO IDOL FESTIVAL 2012（8月4・5日、お台場 青海特設会場）[66]
- OTODAMA×アイパラ presents アイパラ夏休みスペシャル 暑中お見舞い申し上げます！（8月6日、音魂 OTODAMA SEA STUDIO）[67]
- アイパラ☆LIVE SPECIAL Party Rockets東京ライブ（9月25日、赤坂元気劇場）[68]
- 「第3回アイドル横丁祭!!」 supported by JOYSOUND（11月18日、SHIBUYA-AX）
- STEP ONE NewPiece 2012（12月15日、代官山UNIT）
- STEP ONE X'mas LIve（12月24日、仙台Rensa）

2013年
- 新春アイドル横丁まつり!!〜2013〜（1月2・3日、渋谷公会堂）
- アイパラ 1st Anniversary Live 『アイドル初詣』support by PigooHD（1月3日、Zepp ダイバーシティ東京）[69]
- アイパラ IDOL Party #3☆＆#4☆ （1月19日、吉祥寺CLUB SEATA）
- Girls-natioN -NEXT STAGE! （1月26日、デジタルアーツ仙台シアターホール）
- ＠JAM the Field アイドルコレクションvol.3 〜ひと足お先に聖バレンタインデー〜（2月9日、duo MUSIC EXCHANGE）[70]
- アイパラ IDOL Party スペシャルVol.1&Vol.2（03月23、Shibuya O-Crest）[71]
- Cheeky Parade アイドルグランプリ 〜大人の事情なんて不必要!?グループ対抗頂上決戦!〜（3月31日、新宿BLAZE）[72]
- ホップ！ステップ！アイパラ〜生バンドもあるモン〜Vol.1&Vol.2（5月26日、下北沢GARDEN）[73]
- アイドル魂 Vol.4〜It’s Party Time！ 生バンドスペシャル〜（6月21日、SHIBUYA DESEO）
- ＠JAM 2013 アイドルDay supported by Top Yell（6月23日、Zepp ダイバーシティ東京）
- 神LIVE Vol.6（6月30日、東京キネマ倶楽部）
- アイドル横丁夏まつり!!〜2013〜（7月7日、新木場STUDIO COAST）[74]
- TBC夏まつり2013（7月13日、石巻専修大学 絆ステージ）
- 渋ドルFes. Vol.2（7月17日、Shibuya O-EAST）
- TBC夏まつり2013（7月21日、勾当台公園 NORTHステージ）
- 『アイドル甲子園〜横浜BLITZ球場〜』supported by ZAKZAK（7月30日、横浜BLITZ）
- STEP ONE SHOWCASE 2013（8月25日、仙台Rensa）
- アイドルフェス in BOAT RACE TAMAGAWA（9月1日、BOAT RACE多摩川）[75][76]
- 下水道ふれあいフェスタ!!（9月8日、吉田川流域下水道 大和浄化センター）[77][78]
- SUNSHINE IDOLIZED FES' 2013 前夜祭 nanoCUNE × Party Rockets（9月14日、Shibuya O-nest）
- SUNSHINE IDOLIZED FES' 2013（9月15日、東京晴海客船ターミナル特設ステージ）[79]
- @JAM NEXT vol.0 〜@JAM the Field 直前祭〜（10月20日、AKIBAカルチャーズ劇場）[80]
  - 1部：Party Rockets、乙女新党と観る@JAM過去映像&スペシャルライブ
- Happy Jam in Osaka vol.9（11月30日、関西テレビ放送内 なんでもアリーナ）
  - ラッキー・トリッパー Idolオン・ザ・ラン（1月14日、関西テレビ放送 KTV）

2014年
- パティロケとベルハー（2月22日、TSUTAYA O-nest）
- JUICY GIRLS Vol.6（3月1日、新宿RUIDO K4）
- ジモドルフェスタ2014 WINTER（3月9日、ゼビオアリーナ仙台）
- 『アイドル甲子園FESTIVAL』 supported by 生メール（3月29日、新木場STUDIO COAST）
- LUCKY TRIPPER Presents Happy Jam in Osaka vol.12 〜さよなら、ラッキー・トリッパー今までありがとう4時間ぐらいSP（仮）〜（3月30日、関西テレビ放送内 なんでもアリーナ）
- ＠JAM NEXT vol.6 〜出会いの予感！？@JAM新学期ライブ!!〜（4月13日、AKIBAカルチャーズ劇場）[81]
- アイドル横丁Presents「〜サクラ前線 北上祭!!〜」（4月19日、原宿アストロホール）[82]
- 東京号泣ライブ@シブゲキ!! 〜センパイ!よろしくお願いします!〜（5月3日、CBGKシブゲキ!!）[83][84]
- アイドル甲子園〜五月の舞〜（5月24日、赤坂BLITZ）
- はじめまして！私たち○○です！（6月3日、AKIBAカルチャーズ劇場）[58]
- 名古屋発！アイドル応援番組「ビリカム」公開収録（7月5日、大須RADHALL）[85]
- アイドル横丁夏まつり!!〜2014〜（7月6日、新木場STUDIO COAST）[86]
- ドロシーがコボスタ宮城に初登場！”東北のガールズユニット”大集合（7月11日、コボスタ宮城）[87]
- TBC夏まつり2014（7月26日、仙台市勾当台公園市民広場）
- エアギター2014日本決勝大会（7月27日、仙台Rensa）
- 「アイドル甲子園〜祝！一周年記念スペシャル〜」supported by 生メール（8月1日、Zepp ダイバーシティ東京）
- 東京アイドルフェスティバル2014（8月2・3日、お台場・青海周辺エリア）[88][89]
- ＠JAM NEXT 番外編 〜出れんの!?@JAM!? 最終公開オーディション審査〜（8月10日、AKIBAカルチャーズ劇場）[90]
- a-nation island リゾートステージ／IDOL NATION NEXT（8月14日、国立代々木競技場 屋外特設ステージ／第二体育館）[91]
- DOUBLE COLOR session3 〜@JAM EXPO 直前スペシャル〜（8月21日、新宿BLAZE）[92]
- STEP ONE SHOW CASE 2014〜Collaboration〜（8月23日、仙台Rensa）
- FIS 福島アイドルサミット 野外編（8月24日、三崎公園野外音楽堂）
- 「アイドル甲子園 2014 夏 最終戦」supported by 生メール（8月29日、新宿ReNY）
- @JAM EXPO 2014（8月31日、横浜アリーナ）[93]
- イナズマロック フェス 2014 フリーエリア・風神ステージ（9月14日、滋賀県草津市烏丸半島芝生広場）[94]
- Happy Jam in Osaka EX（9月15日、関西テレビ放送内 なんでもアリーナ）
- 「アイドル甲子園 in 赤坂BLITZ」supported by 生メール（9月27日、赤坂BLITZ）
- ELECTRICK Halloween（エレクトリック ハロウィン）（10月31日、西武園ゆうえんち（波のプールエリア））
- 『アイドル甲子園FESTIVAL』 supported by 生メール（11月1日、新木場STUDIO COAST）
- アイドルプラネット プレミアムLIVE 〜アイドル歌合戦〜（11月23日、Zepp ダイバーシティ東京）
- BELLRING少女ハート月イチ定期主催「からふりゅ Vol.15」（11月23日、目黒鹿鳴館）
- @JAM the Field vol.6（11月24日、六本木ブルーシアター）[95]
- NOTTV「アイフェス★すぺ！ 〜IDOL FESTIVAL SPECIAL〜」公開収録（11月27日、GARRET udagawa）
- 後藤まりこと往く、関東近郊りなくすツアー（12月4日、仙台MACANA）[96]
- 「Lady's Go!!」東京編（12月14日、新宿ReNY）
- THE LIVE Part.2 （12月23日、shibuya eggman）[97]

2015年
- 「アイドル甲子園 in 新宿ReNY〜13番勝負!!〜」supported by 生メール（1月3日、新宿ReNY）
- 「アイドル甲子園〜SHINJUKU ReNY〜」supported by 生メール（1月4日、新宿ReNY）
- GALETTe新年会スペシャル〜今年も皆さんのおかげです〜（1月10日、Future SEVEN）[98]
- SENADIアイドルコロシアム（1月12日、仙台 darwin）
- 「アイドル甲子園 in 赤坂BLITZ」supported by 生メール（1月24日、赤坂BLITZ）
- 『dropの十二番勝負！〜Party Rocketsの巻〜』（2月28日、AKIBAカルチャーズ劇場）[99]
- ビリカムpresents1周年大感謝祭〈DAY1〉スーパービリカム ライブ！LIVE！らいぶ！（3月23日、Zepp Nagoya）
- @JAM THE WORLD 春のジャムまつり！（3月29日、新宿BLAZE）
- @JAM 2015 Day1 supported by Pigoo（5月30日、Zepp ダイバーシティ東京）[100]
- TOKYO IDOL PROJECT Vol.5 2部（6月20日、ニコファーレ）[101]
- 東京アイドルフェスティバル2015（8月1・2日、お台場・青海周辺エリア）[102]
- @JAM EXPO 2015（8月29日、横浜アリーナ）[103][104]
- 「＠JAM EXPO×アイドル甲子園」supported by 生メール（8月30日、Zepp ダイバーシティ東京）
- @JAM NEXT Vol.21〜黄昏のアフターサマーパーティー〜（9月13日、AKIBAカルチャーズ劇場）
- アイドルプラネット プレミアム LIVE 2015（9月27日、Zepp ダイバーシティ東京）

## 新聞掲載
- 月刊アイドル新聞（2015年7月号・8月号、日刊スポーツ新聞社）
  - 特集：アイドルによるアイドル座談会（前・後編）浅川梨奈（SUPER☆GiRLS）&菊地史夏（Party Rockets）&緒方真優（乙女新党）[105][106]